# 조립식 가구

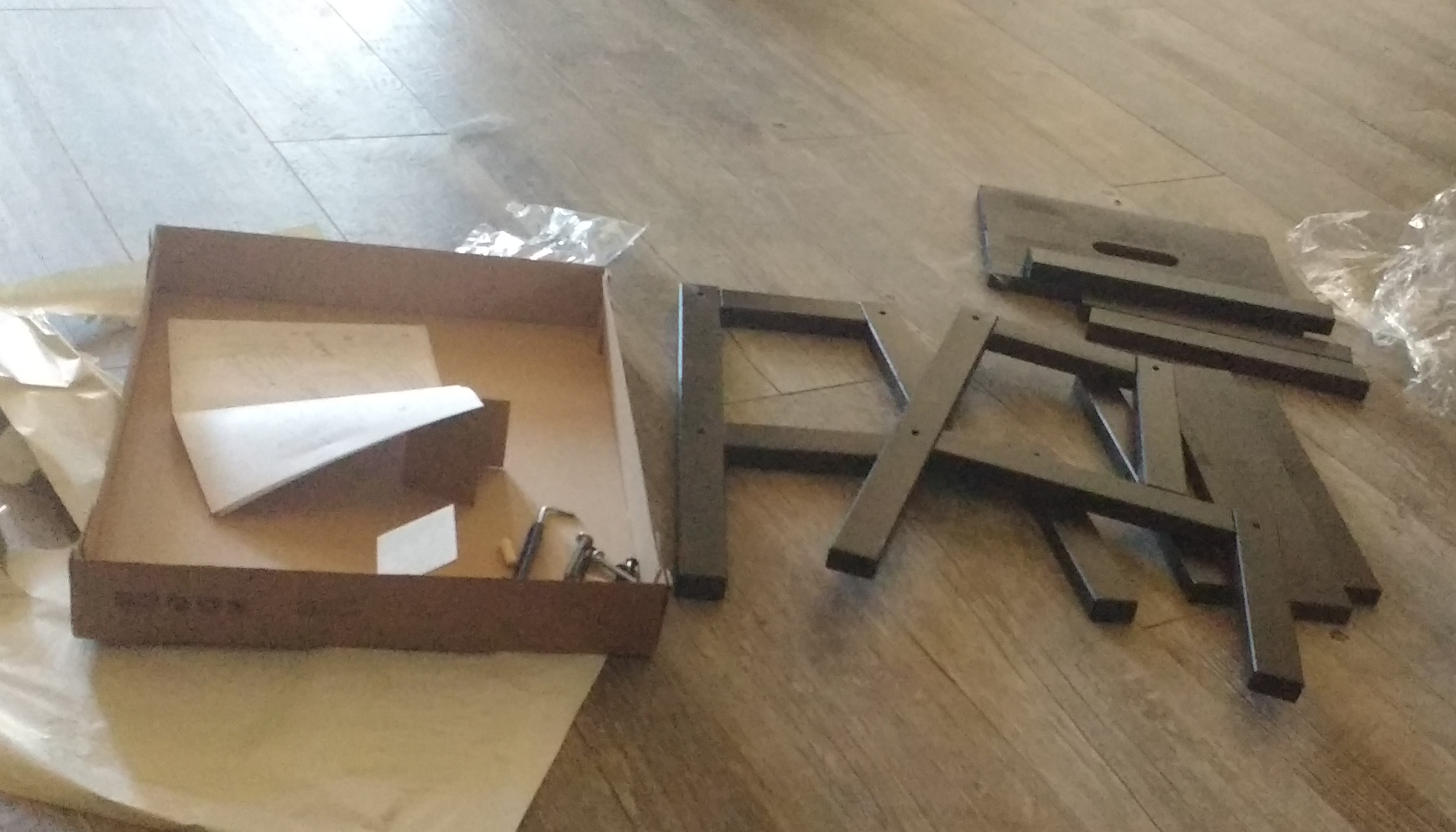
조립하지 않은 이케아 플랫팩 의자

조립식 가구(Ready-to-assemble furniture, RTA)는 고객에 의해 직접 조립이 필요한 가구 형태이다. 별도 부품은 조립 지침과, 때로는 하드웨어도 포함된 상자에 판매용으로 포장된다. 가구는 일반적으로 육각렌치와 같은 기본 도구를 사용하여 조립하기가 간단하다. 조립식 가구는 직접 조립하여 비용을 절감하려는 소비자들에게 인기가 높다.
생산자와 상인은 즉시 조립 가능한 가구를 판매함으로써 이익을 얻는다. 왜냐하면 가구는 일단 조립되면 부피가 커서 보관 및 배송 비용이 더 많이 들기 때문이다. 제조사가 아닌 소비자가 조립 작업을 하기 때문에 가격이 저렴할 수 있다. 가구 조립 서비스 산업이 발전하여 소비자가 가구 조립에 대한 지식이 풍부한 사람을 쉽게 고용할 수 있게 되었다.
주로 파티클보드나 중밀도 섬유판(MDF)을 사용하여 생산되는 이러한 유형의 가구는 원목을 사용하는 것보다 생산 비용이 저렴하다. 저등급 목재는 폴리머 라미네이트로 코팅되어 다양한 종류의 목재를 복제하여 고품질의 완성품을 만들 수 있다.

## 같이 보기
- 녹다운 키트